# Mosquée de Gypjak
La mosquée de Gypjak ou mosquée Türkmenbaşy Ruhy est un lieu de culte musulman situé dans le village de Gypjak, à quelques kilomètres au sud-ouest d'Achgabat, la capitale du Turkménistan. 
Inaugurée le 22 octobre 2004, elle fut réalisée par l'entreprise de BTP française, par l'intermédiaire de sa filiale Bouygues Turkmène. 
Mêlant influences ottomanes, perses, hispano-mauresques et néo-classiques, cet édifice monumental a été conçu à la demande du président Saparmyrat Nyýazow afin d'abriter sa propre sépulture dans un mausolée contigu à l'édifice. Il y fut inhumé deux ans plus tard, le 24 décembre 2006.
Le coût du projet est de 139 millions de dollars

## Description
La mosquée a été au centre de controverses du fait de la présence de nombreuses citations du Ruhnama au sein de l'enceinte sacrée, au côté de versets du Coran. Cet état de fait est considéré comme blasphématoire par une partie des musulmans, la tradition islamique ne reconnaissant aucun égal au Coran.
La mosquée, basée sur un plan circulaire, est entièrement entourée d'un péristyle imitant l'architecture antique. Plusieurs portes en arc outrepassé sont placées à intervalles réguliers. Un portail monumental en arc de triomphe, bordé de deux tours trapues, permet l'accès au sanctuaire. 
La salle de prière, ornée de marbre et de bois précieux, est entièrement recouverte par une grande coupole de 50 mètres de diamètre, dorée à l'or fin. Elle peut contenir 15 000 fidèles, dont plus de 3 000 femmes en mezzanine. 
Quatre minarets de 92 mètres de hauteur inspirés du minaret Kutlug-Temir (à Konya Urgentch) encadrent l'édifice, considéré comme la plus grande mosquée d'Asie centrale Le parvis est orné de pièces d'eau et de fontaines.